# Canabrava do Norte
Canabrava do Norte este un oraș în Mato Grosso (MT), Brazilia.